# Тесерална кристална система
Кристална решетка тесералне системе окарактерисана је са три вектора елементарне транслације па кристалографски осни крст има три осе (x,y,z) исте дужине и међусобно управне.
a = b = c, α = β = γ = 90°
|                |                              |                               |
| проста решетка | унутрашње центрирана решетка | површински центрирана решетка |

Кристална решетка је са три осе четвртог степена и могуће су три Бравеове решетке: проста, унутрашње ценрирана и површински центрирана.
Уколико се на кристалу јавља потпуни број елемената симетрије који је карактеристичан за тај вид кристалне решетке тада тај кристал има холоедријски облик. Уколико постоји редукција у броју неких елемената реч је о парахемиједрији а уколико недостаје центар симетрије реч је о антихемиједрији.

## Тесерална холоедрија
Прости облици у тесералној холоедрији су: 
- Коцка или хексаедар {001},
- Ромбододекаедар {011},
- Икоситетраедар {hhl},
- Хексаоктаедар {hkl},
- Октаедар {111},
- Тетрахексаедар {0kl},
- Триоктаедар {hll}.

Ове просте форме у процесу кристализације могу се међусобно комбиновати и градити различите кристалне комбинације.
Поред холоедрије у тесералној системи кристали се јављају и у парахемиједрији и антихемиједрији.

## Тесерална парахемиједрија
Прости облици тесералне парахемиједрије су: 
- пентагондодекаедар {210} и
- дијакиздодекаедар {132}.

И у тесералној парахемиједрији у току кристализације могућ је настанак кристалних комбинација.
Кристали пирита FeS2 и Катијерита CoS2 могу бити облика пентагондодекаедра а пирит може имати кристале облика дијакиздодекаедра.

## Тесерална антихемиједрија
Прости облици тесералне антихемиједрије су: 
- тетраедар {111},
- тригондодекаедар {211},
- делтоиддодекаедар {221},
- хемихексаоктаедар {132}.